# Матушевский, Анджей
Анджей Матушевский (пол. Andrzej Matuszewski; 28 августа 1924, Познань — 6 мая 2008, Познань) — польский художник, создатель хеппенингов, аниматор, теоретик искусства, один из основателей группы 55.

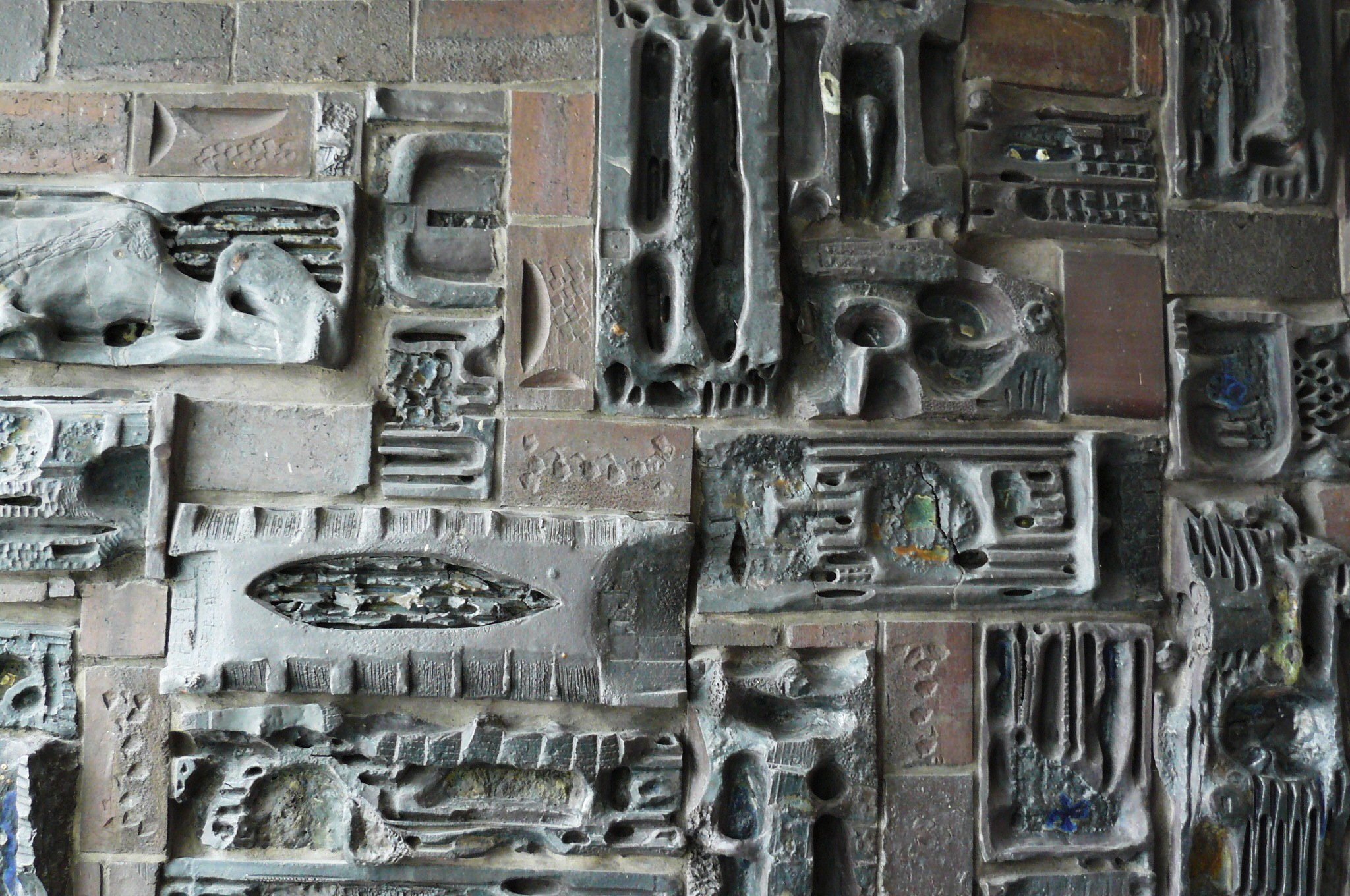
Керамическая декоративная стена в отеле «Mercure» в Познани (1963)

В 1964—1969 организовал и руководил художественной галереей «Od Nowa». Участвовал в пленэрах, организовывал общепольские симпозиумы (Interwencje (1975), Artycypacje (1976), Sytuartacje (1978) и др).
Автор книг: Artykulacje 1993, Aspekty 2004, Refleksje 2006.
Работы художника хранятся ныне в Национальном музее Вроцлава, частных коллекциях.